# Miss California (Andrea)
Miss California è un singolo della cantante bulgara Andrea, pubblicato il 28 settembre 2018.